# Hancourt
Hancourt ist eine französische Gemeinde mit 91 Einwohnern (Stand 1. Januar 2022) im Département Somme in der Region Hauts-de-France im Norden von Frankreich. Die Gemeinde gehört zum Kanton Péronne.

## Geographie
Die Gemeinde liegt am Schnittpunkt der Départementsstraßen D15 von Roisel nach Vraignes-en-Vermandois und D194 Richtung Péronne im Vermandois. Im Ort liegt ein britischer Soldatenfriedhof.

## Geschichte
Die Gemeinde erhielt als Auszeichnung das Croix de guerre 1914–1918.

## Einwohner
| 1962 | 1968 | 1975 | 1982 | 1990 | 1999 | 2006 | 2010 |
| ---- | ---- | ---- | ---- | ---- | ---- | ---- | ---- |
| 98   | 132  | 117  | 92   | 117  | 100  | 102  | 103  |

## Verwaltung
Bürgermeister (maire) ist seit 2001 Philippe Waree.

## Sehenswürdigkeiten
- Mairie
- Kriegerdenkmal
- Calvaire am Ortsausgang Richtung Vraignes-en-Vermandois